# Simon V van Montfort

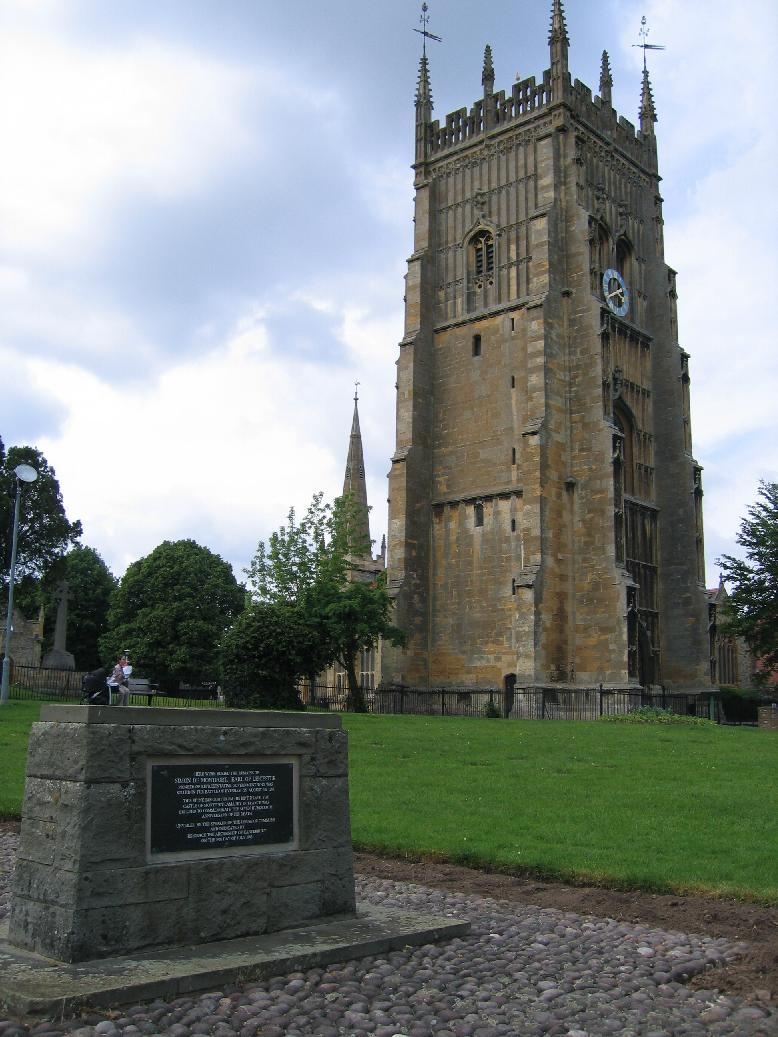
Gedenksteen van Simon van Montfort vlak bij de klokkentoren van de toenmalige Abdij van Evesham

Simon V van Montfort, 6e graaf van Leicester (?, 1208 – Slag bij Evesham, 4 augustus 1265) was de belangrijkste leider van adellijke oppositie tegen koning Hendrik III van Engeland. Hij was de jongste zoon van zijn gelijknamige vader, Simon IV van Montfort, en moeder Alix of Montmorency beiden stammend uit de Franse adel.

## Biografie
In zijn jonge jaren heeft Simon van Montfort zijn vader vergezeld tijdens de campagnes tegen de katharen in Zuid-Frankrijk. Na de dood van zijn vader erfde hij de Engelse gebiedsdelen van de familie Montfort, terwijl zijn oudere broer Amalrik de Franse gebieden erfde. In 1238 trouwde Simon van Montfort met Eleonora Plantagenet, de dochter van de Engelse koning Jan zonder Land. In 1239 werd hij beleend met het graafschap Leicester. In 1240 ging hij op kruistocht naar het Heilige Land.
In de jaren 50 van de 13e eeuw werd hij de belangrijkste leider van adellijke oppositie tegen koning Hendrik III van Engeland. Het buitenlandse beleid van de koning kostte veel geld en leverde weinig op. Dit was aanleiding tot een conflict met de baronnen, die meer invloed wensten in het landsbestuur.
Tijdens dit langdurige conflict nam Simon in 1264 Hendrik III gevangen tijdens de Slag bij Lewes. Daarna vormde hij het eerste Engelse parlement waarin de steden zeggenschap kregen en waaruit later het Engelse Lagerhuis voortkwam.
Simon van Montfort werd op 4 augustus 1265 door Roger, 1e baron Mortimer, gedood tijdens de Slag bij Evesham tegen de zoon van zijn zwager Hendrik III, Eduard I van Engeland. Nadat hij was gesneuveld hakten zijn vijanden zijn hoofd en testikels van het lijf. Deze werden vervolgens naar Maud Mortimer opgestuurd. Ook handen en voeten werden van het lijk gehaald en als trofeeën verzonden, een voet bijvoorbeeld aan Llewellyn, de prins van Wales en bondgenoot van Montfort. Wat overbleef werd in de nabijgelegen Abdij van Evesham begraven.

## Huwelijk en kinderen
Simon V van Montfort was getrouwd met Eleonora van Leicester en zij kregen de volgende kinderen:
- Hendrik (1238-1265)
- Simon (1240-1271)
- Amalrik, kanunnik van York (1242/1243-1300)
- Gwijde, graaf van Nola (1244-1288)
- Richard (1252-1266)
- Eleonora (1258-1282), gehuwd met Llywelyn ap Gruffydd, prins van Wales.

## Voorouders
| Voorouders van Simon V van Montfort (1208-1265) | Voorouders van Simon V van Montfort (1208-1265)                       | Voorouders van Simon V van Montfort (1208-1265)                       | Voorouders van Simon V van Montfort (1208-1265)                       | Voorouders van Simon V van Montfort (1208-1265)                       | Voorouders van Simon V van Montfort (1208-1265)                           | Voorouders van Simon V van Montfort (1208-1265)                           | Voorouders van Simon V van Montfort (1208-1265)                           | Voorouders van Simon V van Montfort (1208-1265)                           |
| ----------------------------------------------- | --------------------------------------------------------------------- | --------------------------------------------------------------------- | --------------------------------------------------------------------- | --------------------------------------------------------------------- | ------------------------------------------------------------------------- | ------------------------------------------------------------------------- | ------------------------------------------------------------------------- | ------------------------------------------------------------------------- |
| Overgrootouders                                 | Simon III van Montfort (-1181) ∞ Mathilde (-)                         | Simon III van Montfort (-1181) ∞ Mathilde (-)                         | Robert de Beaumont (-1190) ∞ Petronilla de Grandmesnil (1145-1212)    | Robert de Beaumont (-1190) ∞ Petronilla de Grandmesnil (1145-1212)    | Mathieu I de Montmorency (1100-1160) ∞ Alice FitzRoy (-1141)              | Mathieu I de Montmorency (1100-1160) ∞ Alice FitzRoy (-1141)              | Boudewijn IV van Henegouwen (1110-1171) ∞ Aleidis van Namen (-)           | Boudewijn IV van Henegouwen (1110-1171) ∞ Aleidis van Namen (-)           |
| Grootouders                                     | Simon van Montfort (-1188) ∞ IAmicia de Beaumont (-1215)              | Simon van Montfort (-1188) ∞ IAmicia de Beaumont (-1215)              | Simon van Montfort (-1188) ∞ IAmicia de Beaumont (-1215)              | Simon van Montfort (-1188) ∞ IAmicia de Beaumont (-1215)              | Bouchard III de Montmorency (1198-1245) ∞ Laurette van Henegouwen (-1181) | Bouchard III de Montmorency (1198-1245) ∞ Laurette van Henegouwen (-1181) | Bouchard III de Montmorency (1198-1245) ∞ Laurette van Henegouwen (-1181) | Bouchard III de Montmorency (1198-1245) ∞ Laurette van Henegouwen (-1181) |
| Ouders                                          | Simon IV van Montfort (1169-1218) ∞ 1 Alix of Montmorency (1223-1291) | Simon IV van Montfort (1169-1218) ∞ 1 Alix of Montmorency (1223-1291) | Simon IV van Montfort (1169-1218) ∞ 1 Alix of Montmorency (1223-1291) | Simon IV van Montfort (1169-1218) ∞ 1 Alix of Montmorency (1223-1291) | Simon IV van Montfort (1169-1218) ∞ 1 Alix of Montmorency (1223-1291)     | Simon IV van Montfort (1169-1218) ∞ 1 Alix of Montmorency (1223-1291)     | Simon IV van Montfort (1169-1218) ∞ 1 Alix of Montmorency (1223-1291)     | Simon IV van Montfort (1169-1218) ∞ 1 Alix of Montmorency (1223-1291)     |